# Sali minerali

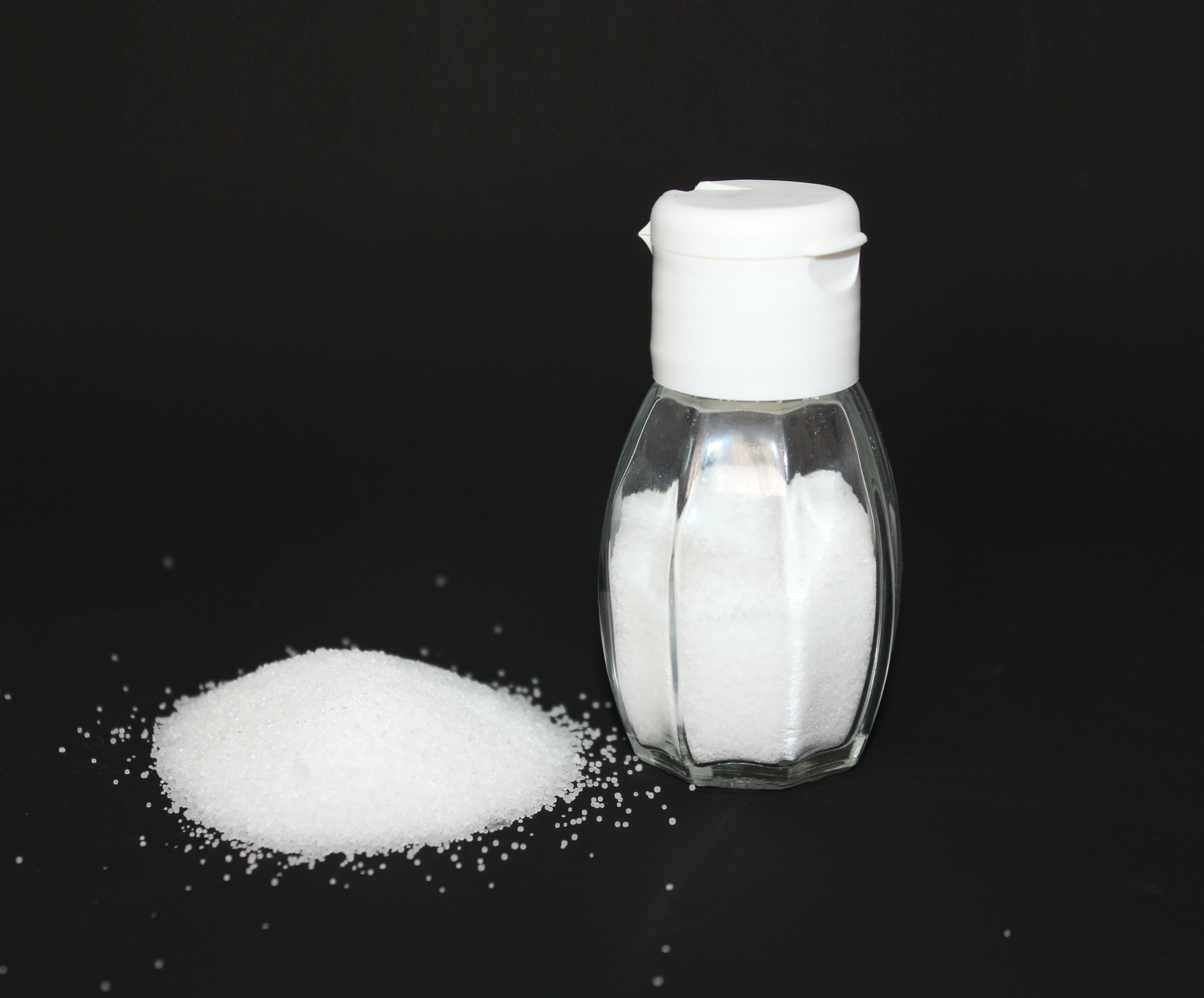
sale da tavola

Sali minerali o elementi essenziali è un termine che individua alcuni composti inorganici, quindi privi di carbonio organicato, non necessariamente sali. Essi hanno un ruolo fondamentale nel funzionamento di tutti gli organismi viventi, animali, vegetali, funghi e regni degli organismi più semplici, e per questo motivo sono detti anche minerali essenziali o generalmente elementi essenziali andando a regolare l'equilibrio idrosalino.
Essi sono infatti costituenti di alcune fondamentali biomolecole, come elemento centrale dei gruppi prostetici di emoglobina e clorofilla, come parte di enzimi deputati alla sintesi delle proteine, costituenti strutturali della crescita e sviluppo di vari organi e tessuti come denti e ossa, alla regolazione dell'equilibrio idrosalino delle cellule.
Essendo in genere elementi chimici, o anioni di ossiacidi, nessuna reazione chimica, e quindi nessun organismo vivente è in grado di sintetizzare autonomamente alcun minerale partendo da altro, pertanto essi devono essere introdotti attraverso l'alimentazione.

## Uso del termine
Il termine sali minerali, di origine storica, viene utilizzato in ambiti definiti, principalmente in aree della dietologia ed in alcune normative. In realtà non si tratta appunto di sali inorganici, neppure, almeno non per tutti, di elementi assumibili in forma ionica, ma strettamente e solamente di semplici elementi chimici.
Molti elementi essenziali per gli animali non sono infatti generalmente parte di composti salini, non sono assunti da fonti saline, e neppure sono supplementabili in tali forme (esempi sono zolfo e cobalto, che sono assunti come parte di molecole complesse, amminoacidi essenziali come cisteina e metionina il primo e fondamentalmente dalla vitamina B12 il secondo). Altri composti, invece integrabili in forma ionica, sono peraltro spesso derivanti da sali organici.
Sali minerali sono comunque, in tutti gli ambiti, gli elementi necessari della crescita vegetale che vengono tratti, qui, da anioni e cationi in soluzione acquosa. Sono utilizzati in parallelo i termini elementi minerali, elementi essenziali, o direttamente i loro sottogruppi per indicare i fabbisogni biologici degli altri organismi.

## Nutrizione degli organismi unicellulari
In questo vasto gruppo sono presenti organismi estremamente eterogenei, e generalizzando non si può definire un fabbisogno specifico di elementi minerali. A seconda del raggruppamento tassonomico troveremo organismi con fabbisogni simili a quelli dei più noti regni pluricellulari, organismi obbligati a concentrazioni ioniche estremamente basse o elevatissime (alofili), in grado di sopperire alla mancanza di specifici ioni come i nitrati, poiché in grado di fissare l'azoto molecolare come nel caso dei cianobatteri, necessitanti di concentrazioni elevate di specifici elementi per processi accessori, come l'azotofissazione (molibdeno nelle nitrogenasi, cobalto, boro, eccetera).
A ciò si sommano organismi dal metabolismo particolare, come gli autotrofi chemiosintetici litotrofi, che necessitano a causa del loro metabolismo basato su catene biosintetiche assolutamente uniche, di concentrazioni elevate di specifici elementi, sotto forma di composti ricchi di contenuto energetico. Tra questi, molti organismi, in genere termofili estremi, vivono in anaereobiosi, e utilizzano specifici elementi o composti come accettori elettronici nella respirazione, necessitando per esempio di zolfo elementare. Tra le cose da evidenziare in funzione della nutrizione animale, ed umana, vi è che tutto il cobalto utilizzato dagli organismi superiori viene fornito dai microorganismi, gli unici in grado di trasformare la forma ionica nel complesso indispensabile alla vita, noto in campo nutrizionale come vitamina B12.

## Nutrizione vegetale
La sorgente base degli ioni necessari alla crescita è il substrato, o meglio l'acqua ad esso adsorbita o l'acqua stessa nel caso degli organismi acquatici. Nel caso delle piante superiori, è l'apparato radicale ad assimilare gli ioni in oggetto. Per ciò, è spesso possibile sostituire con adatte soluzioni nutritive il substrato solido (Idroponica). L'assorbimento radicale avviene sempre per via ionica, e si ricordano tra gli indispensabili:
K+, Ca++, Mg++ fondamentale per la funzione autotrofica nelle clorine dei pigmenti fotosintetici, Fe++, per vari coenzimi ossidoriduttivi, poi, in concentrazioni generalmente minori Mn++, Cu++, Zn++, Mo+++ ma in genere come MoO4--, BO3---, NO3- spesso sostituibile con NH4+, SO4--, PO4---, Cl-, tutti in equilibrato e delicato rapporto per evitare fenomeni tossici (regola dell'antagonismo ionico). La scarsità di uno ione comporta sintomi di carenza, e quello a concentrazioni minori determinerà il grado di sviluppo (legge del minimo). Spesso alcuni elementi non sono per lo più utilizzati direttamente dalle piante, ma dai simbionti, in genere batterici, per varii processi accessori, come per l'appunto la fissazione dell'azoto molecolare.

## Nutrizione animale

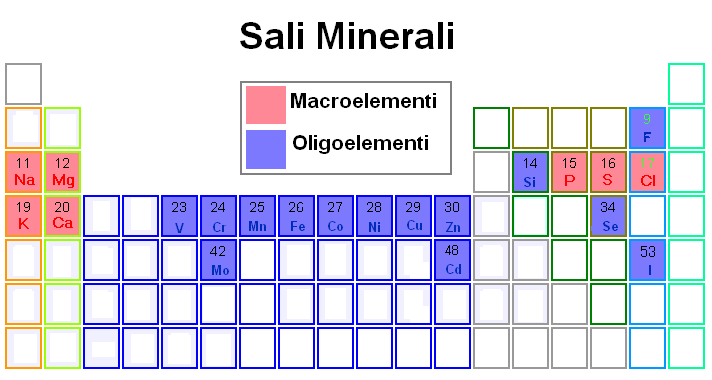
Macroelementi ed Oligoelementi

Contrariamente alla maggior parte dei vegetali, gli animali assumono l'azoto in forma organicata e covalente, in genere attraverso le proteine, e così per la gran parte del fosforo, che proviene ugualmente da composti organici. Il ferro, pur potendo essere assunto in forma salina, in molte specie animali è meglio e maggiormente assimilato se fornito in forma chelata, come ad esempio avviene assumendolo attraverso la mioglobina delle carni. Lo zolfo è principalmente introdotto tramite gli aminoacidi solforati metionina e cisteina, ed il cobalto in tutti i vertebrati, uomo compreso, non è essenziale ma anzi tossico in forma inorganica, e deve essere introdotto tramite cobalamina in forma coordinata.

### Alimentazione umana
Nell'uomo la quantità di sali minerali presenti rappresenta circa il 4% del peso corporeo, pertanto il fabbisogno giornaliero è limitato, tuttavia essendo essi eliminati costantemente dall'organismo, attraverso le feci, l'urina ed il sudore, vanno costantemente reintegrati.
In base al fabbisogno giornaliero, nell'alimentazione dell'adulto umano, i sali minerali vengono sommariamente classificati in tre gruppi principali:
- macroelementi: il fabbisogno è > 100 mg/giorno;
- oligoelementi: il fabbisogno è tra 1 e 100 mg/giorno;
- microelementi: il fabbisogno è < 1mg/giorno;

dove frequentemente oligoelementi e microelementi sono considerati sinonimi indicanti un unico gruppo con un fabbisogno nell'adulto < 100 mg/giorno.

#### Macroelementi
Sono detti macroelementi gli elementi presenti nell'organismo umano in quantità relativamente elevate, il cui fabbisogno giornaliero è superiore a 100 mg. Fanno parte di questa categoria il calcio, il cloro, il fosforo, il magnesio, il potassio, il sodio e lo zolfo. Sono costituenti fondamentali e strutturali delle molecole biologiche, o circolano nei fluidi extracellulari in forma ionica.
| Elemento      | Presenza nell'organismo | Fabbisogno giornaliero                                                                                            | Funzioni | Problemi da carenza | Problemi da eccesso                                                                    |
| ------------- | --- | --- | --- | --- | -------------------------------------------------------------------------------------- |
| Calcio (Ca)   | È l'elemento maggiormente presente: da 1,5 a 1,9% del peso corporeo (circa 1200 g per un uomo adulto del peso di circa 70 kg), fondamentalmente presente in forma insolubile di Idrossiapatite, ma anche in forma ionica e così distribuito: - 98% nello scheletro; - 1% nei denti; - 1% all'interno dei liquidi organici e del sangue         | - adulti: circa 800 mg; - anziani: 1000 mg; - adolescenti, donne in gravidanza o allattamento: 1200 mg.           | - costruzione dello scheletro e dei denti, - regolazione della contrazione muscolare (compreso il muscolo cardiaco), - coagulazione del sangue, - trasmissione degli impulsi nervosi, - regolazione della permeabilità cellulare - corretto funzionamento di numerosi enzimi. | - rachitismo, - osteoporosi | - nausea, - vomito, - stato confusionale, - sonnolenza                                 |
| Cloro (Cl)    | 0,15%. Il cloro si trova soprattutto in forma ionica nei fluidi extracellulari. | tra 0,9×105,3 g,                                                                                                  | - digestione delle proteine, - regolazione del bilancio idrico, - regolazione pressione osmotica, - corretto equilibrio acido-base. | - apatia mentale, - anoressia, | - vomito.                                                                              |
| Fosforo (P)   | circa l'1% del peso corporeo, ubiquitario negli acidi nucleici e nei composti fosforilati alla base dei processi energetici cellulari, mineralizzato col calcio a formare le ossa e sommariamente così distribuito: - 85% in ossa e denti, - 10% nel tessuto muscolare, - 1% nel cervello come fosfolipidi. - 4% nel sangue (tampone fosfato). | - adulti circa 800 mg; - anziani circa 1000 mg; - adolescenti e donne in gravidanza o allattamento circa 1200 mg. | - fondamentale per la formazione delle proteine e per il corretto sfruttamento energetico degli alimenti - partecipa alla formazione delle molecole di RNA e DNA. | - debolezza, - demineralizzazione delle ossa, - anoressia                                                                                  | - ipocalcemia, - calcificazione e ossificazione dei tessuti molli.                     |
| Magnesio (Mg) | 0,05% del peso corporeo, di cui il 70% nelle ossa. | - dai 250 ai 350 mg per adulti e anziani; - circa 450 mg per donne in gravidanza e allattamento.                  | - costituzione dello scheletro, - attività nervosa e muscolare, - il metabolismo dei grassi, - sintesi proteica. | - anoressia, - vomito, - aumento dell'eccitabilità muscolare.                                                                              | - depressione; - disturbi cardiaci e respiratori                                       |
| Potassio (K)  | 0,35% del peso corporeo. È presente in forma di ione principalmente all'interno delle cellule e meno nei liquidi extracellulari. | circa 3 g | - funzionamento dei muscoli scheletrici e del miocardio, - regolazione eccitabilità neuromuscolare, - equilibrio acido-base, - ritenzione idrica, - pressione osmotica. | - debolezza muscolare, - irregolarità cardiache (aritmia, tachicardia), - stato confusionale, - sonnolenza, - crampi muscolari, - astenia. | - ipotensione, - brachiacardia.                                                        |
| Sodio (Na)    | 0,15% del peso corporeo. È contenuto in forma ionica nel sangue e nei liquidi intracellulari. | tra 4 e 6 g | - regolatore della permeabilità delle membrane cellulari | - anoressia, - nausea, - vomito. | - ipertensione arteriosa, - nausea, - vomito, - convulsioni, - difficoltà respiratorie |
| Zolfo (S)     | 0,25% del peso corporeo. È presente in molti tessuti dell'organismo. Si trova in due aminoacidi (metionina e cisteina) fondamentali per la struttura tridimensionale proteica, e in tre vitamine (tiamina, biotina e acido pantotenico) | 5 g | - formazione di cartilagini, peli e capelli | la carenza di zolfo è molto rara | - problemi di sviluppo fisico e scarsa crescita.                                       |

#### Oligoelementi
Il fabbisogno giornaliero dei minerali di questo gruppo varia da meno di 1 mg sino a 99 mg. Sono elementi di cui si conosce il valore biologico, la localizzazione molecolare o la funzione biochimica, esiste una vastissima letteratura scientifica e medica sul loro ruolo nell'organismo.
- Ferro (Fe)
- Rame (Cu)
- Zinco (Zn)
- Fluoro (F) (non essenziale, ma utile in prevenzione dentale[6])
- Iodio (I)
- Selenio (Se)
- Cobalto (Co) tossico allo stato ionico, e assunto solo in forma organicata, tramite l'apporto di vitamina B12
- Manganese (Mn)
- Molibdeno (Mo)

## Microelementi
Sono detti microelementi gli elementi chimici presenti solo in tracce nell'organismo umano, in genere rilevati da studi dell'ultimo quarto del ventesimo secolo, per l'evoluzione delle tecnologie analitiche.
Spesso di questi elementi non si conosce la localizzazione molecolare o la funzione biochimica, sempre se esistente.
Il reale fabbisogno di questi elementi non è sempre stabilito né appurato, e molti autori li considerano in gran parte inessenziali. Si tratta di apporti dell'ordine dei microgrammi o meno, giornalieri. Si ricorda che si tratta di metalli estremamente tossici, anche a basse dosi, e spesso soggetti ad accumulo nell'organismo, per cui il reale dosaggio non deve essere banalizzato. Sono molto più frequenti i rischi da sovradosaggio e contaminazione ambientale.
- Arsenico (As) Altamente tossico e promotore della cancerogenesi, non sono noti ruoli biologici scientificamente provati in nutrizione umana
- Bromo (Br) Non sono noti ruoli biologici scientificamente provati in nutrizione umana e nei mammiferi. I suoi composti organici sono diffusi in alcuni organismi marini, principalmente alghe rosse e alcuni gasteropodi.
- Boro (B) Essenziale, in tracce, alla crescita vegetale per la corretta formazione della parete cellulare. Benché non siano note sindromi da deficienza nella dieta umana, se ne può ipotizzare una funzione nella biochimica inerente all'attivazione di vitamine del gruppo D, ma la carenza nell'apporto dietetico viene pressoché scongiurata visti i livelli di apporto medio in qualsiasi forma di dieta. Studi al riguardo, in alcuni organismi superiori, hanno richiesto livelli di controllo dell'apporto esterno di boro tali da richiedere l'ultrafiltrazione dell'aria ambiente.
- Cromo (Cr+++) forma trivalente, altamente nocivo in forma esavalente, come nei cromati e bicromati. Se ne dibatte l'essenzialità a fronte di forti meccanismi di mercato nell'ambito della supplementazione. I soli ruoli biologici scientificamente provati in nutrizione umana si riferiscono a sintomi da carenza in pazienti ospedalizzati costretti a nutrizione parenterale totale a lungo termine. La carenza nell'apporto naturale viene pressoché scongiurata visti i livelli di apporto medio in qualsiasi forma di dieta. Si ipotizza che il cromo trivalente possa formare una metalloproteina a basso peso molecolare, coinvolta in alcune varianti del metabolismo di lipidi e glucidi.
- Germanio (Ge) Non sono noti ruoli biologici scientificamente provati in nutrizione umana, e sono noti gli effetti tossici da sovradosaggio. Alcuni suoi composti organici sono stati in passato usati a scopo terapeutico.
- Nichel (Ni) Alcuni studi clinici ipotizzano un qualche ruolo nell'ambito delle deidrogenasi e transaminasi, ma ne viene pressoché escluso il rischio di carenze. Essenziale in alcuni microorganismi, in parte costituenti la flora intestinale dei vertebrati, il metallo è presente nella molecola di numerosi enzimi diffusi tra gli organismi unicellulari ed i vegetali. Sono piuttosto noti e diffusi i sintomi da sovradosaggio, e da reazione allergica, vista la diffusione ubiquitaria del metallo nelle leghe da conio e nella bigiotteria.
- Silicio(Si) Il silicio gioca un ruolo importante nel metabolismo di molti organismi viventi, in particolare nei vegetali. Nell'uomo, pur non essendo nota la precisa biochimica relativa all'elemento, si sono evidenziati ruoli nel metabolismo dei tessuti connettivi, principalmente ossa e cartilagini. Non sono concordi i livelli raccomandati di assunzione, e i sintomi da carenza sono pressoché sconosciuti essendo ubiquitario alle concentrazioni utili, negli alimenti vegetali, nell'acqua potabile, in molti tessuti animali.
- Stagno (Sn) Non sono noti ruoli biologici scientificamente provati in nutrizione umana e nei mammiferi. Relativamente poco tossico allo stato metallico (viene utilizzato nell'inscatolamento alimentare), i suoi composti organici e i sali sono spesso altamente tossici, si deve evitare la corrosione dei contenitori da parte di alimenti ad elevata acidità.
- Vanadio (V) Non sono noti ruoli biologici scientificamente provati in nutrizione umana, contrariamente a quanto noto per altri mammiferi dove, nei ratti, è essenziale per una corretta crescita (benché a livello di PPB, parti per miliardo, nella dieta). Il suo eventuale ruolo nell'alimentazione è controverso. I suoi composti sono tutti altamente tossici, e le esposizioni atmosferiche tollerate, anche a livello lavorativo sono dell'ordine dei ng/m3.
- Tungsteno (W) Utilizzato da alcune ossidoreduttasi.

### Assunzione dei sali minerali
Come detto in precedenza i sali minerali devono essere assunti dagli organismi viventi dall'ambiente esterno, dall'acqua e tramite gli alimenti vegetali, animali e minerali. 
Le quantità consigliate nella dieta umana variano secondo il peso corporeo, il genere, l'età, l'attività svolta, ma sulla base comune di parametri consolidati. Organismi nazionali e sovranazionali (ad esempio la FDA o la IOM) stabiliscono criteri largamente accettati in bromatologia.
Un minerale, così come le vitamine, viene considerato essenziale se: 
1) la sua carenza provoca un deficit funzionale; 
2) la somministrazione di supplementi del minerale è importante per lo sviluppo; 
3) i sintomi da carenza sono associati a diminuite concentrazioni di un minerale nei tessuti.
I cereali integrali sono una fonte piuttosto completa di alcuni minerali, forniscono ferro, rame, manganese, e contengono solamente piccole quantità di calcio, selenio, zinco.
I latticini contengono una elevata quantità di calcio e di fosforo ma con apporto alterato Ca/Mg. I latticini provvedono sensibilmente al fabbisogno di potassio, zolfo, zinco e molibdeno. 
D'altra parte, il latte ha un basso contenuto in ferro, manganese, nichel, silicio.
I vegetali hanno un elevato contenuto in boro e potassio.
Varie bevande forniscono una considerevole percentuale dell'apporto di fluoro (prevalentemente tè), silicio (prevalentemente birra). Il sodio ed il potassio sono minerali che competono tra loro, come lo sono il calcio ed il magnesio. Un elevato apporto di sodio e di calcio può pertanto disturbare l'equilibrio potassio-magnesio.
Di seguito alcuni cibi ricchi di sali minerali e relativo elemento contenuto.
- Latte e suoi derivati (latticini, yogurt, formaggi), pesce in scatola (salmone, sardine), ortaggi a foglia verde, per il calcio;
- Frutta secca, soia, cacao, per il magnesio;
- Sale da tavola (cloruro di sodio), alcuni tipi di alghe marine commestibili, olive, latte, e spinaci per sodio;
- Legumi, patate, pomodori, banane per il potassio;
- Sale da tavola è la principale fonte di cloro;
- Carne, uova, legumi per lo zolfo;
- Carni rosse, verdure a foglia verde, pesce (tonno, salmone), uova, frutta secca, fagioli, cereali, per il ferro;
- Latte e pesce per il fosforo.

I sali minerali presenti negli alimenti non si modificano durante la cottura o il riscaldamento, tuttavia la loro concentrazione può diminuire in quanto essi possono parzialmente sciogliersi nell'acqua utilizzata, possono cambiare solubilità, legarsi e chelarsi a diverse molecole, e cambiare così la loro biodisponibilità. Il metodo di cottura a vapore dei cibi evita ad esempio la diluizione dei sali.
Normalmente una dieta alimentare equilibrata è sufficiente per l'acquisizione da parte dell'organismo della quantità di sali minerali necessari. Tuttavia in casi specifici, dovuti a determinate patologie, o stati particolari (per esempio durante la gravidanza), o in persone che praticano discipline sportive in modo intenso, può essere necessario acquisire i minerali necessari attraverso specifici integratori alimentari. In questi casi è opportuno che la scelta della tipologia e della quantità di integratore da assumere avvengano sotto il controllo di un medico.